# Albert Bachmann
Albert Bachmann (Hüttwilen, 12 novembre 1863 – Samedan, 30 gennaio 1934) è stato un filologo, linguista, lessicografo e germanista svizzero.

## Biografia
Fu professore di filologia germanica all'Università di Zurigo dal 1896. Dal 1892 fu redattore del dizionario Schweizerisches Idiotikon, in qualità di capo redattore dal 1896 fino alla sua morte. Bachmann si specializzò in dialetti svizzeri-tedeschi. Curò la serie Beiträge zur Schweizerdeutschen Grammatik (20 vol) e fondò, insieme a Louis Gauchat, l'Archivio fonografico dell'Università di Zurigo nel 1913.

## Opere
- Beiträge zur Geschichte der schweizerischen Gutturallaute. Genossenschafts-Buchdruckerei, diss. Zürich 1886.
- (ed., con Samuel Singer): Deutsche Volksbücher aus einer Zürcher Handschrift des fünfzehnten Jahrhunderts. Litterarischer Verein in Stuttgart, Tübingen 1889 (Bibliothek des Litterarischen Vereins in Stuttgart 185).
- (ed.): Morgant der Riese. Litterarischer Verein in Stuttgart, Tübingen 1890 (Bibliothek des Litterarischen Vereins in Stuttgart 189).
- (ed.): Die Haimonskinder. Litterarischer Verein in Stuttgart, Tübingen 1895 (Bibliothek des Litterarischen Vereins in Stuttgart 206).
- Mittelhochdeutsches Lesebuch mit Grammatik und Wörterbuch. Höhr, Zürich 1892.
- Sprachen und Mundarten. I. Deutsch. In: Geographisches Lexikon der Schweiz. Vol. 5. Gebrüder Attinger, Neuenburg 1908, pp. 58–76.
- portions of Schweizerisches Idiotikon 1892–1934, vols. 3 to 10
- (ed.): Beiträge zur Schweizerdeutschen Grammatik. 20 vols. Huber, Frauenfeld 1910–1941.